# Чемена Валентина Леонідівна
Валенти́на Леоні́дівна Чемена́ (15 грудня 1936, Одеса) — радянська і українська співачка, артистка оперети. Народна артистка України (1994).

## Загальні відомості
Народилася 15 грудня 1936 р. в Одесі. Закінчила Одеське музичне училище (1958). 
Упродовж 1958-66 рр. — артистка Житомирського обласного музично-драматичного театру, де, зокрема, створила такі образи: Лія («Алмазне жорно» І. Кочерги, 1958), Галя Кочубей («Тиха українська ніч» Є. Купченка), Жура Гречихіна («Ім’я» І. Кочерги; обидві — 1959), Неріса («Оргія» Лесі Українки, 1960), Бейлка («Великий виграш» Шолом-Алейхема, 1961), Любаша («Севастопольський вальс» К. Лістова, 1963), Жанна Логінова («Фальшиві алмази» Я. Цегляра), Марина, Марта («Петербурзька осінь» О. Ільченка), Оксана, Олена-Тетяна («Правда і кривда» М. Стельмаха), Чаніта («Поцілунок Чаніти» Ю. Мілютіна і С. Шатуновського; усі — 1964), Клава Камаєва («В день весілля» В. Розова), Василина («Трембіта» Ю. Мілютіна; обидві - 1965)  З 1966-2018  р. Солістка у Київській опереті.
Знялась у музичному телефільмі «Як цвіт весняний…» (1972). Також: Чаніта («Поцілунок Чаніти», фільм-спектакль, 1969), актриса («Перед екзаменом», 1977).

## Ролі
Етапні ролі в Київському театрі оперети:
- Сільва, Юліана («Сільва» І. Кальмана)
- Розалінда («Кажан» Й. Штрауса)
- Теодора («Принцеса цирку» І. Кальмана)
- Маріца («Маріца» І. Кальмана)
- Чаніта («Поцілунок Чаніти» А. Мілютіна)
- Віолета («Холопка» А. Стрельнікова)
- Саффі, Чіпра («Циганський барон» Й. Штрауса)
- Любов Ярова («Товариш Любов» В. Ільїна)
- Констанція («Три мушкетера» М. Дунаєвського)
- Тьотя Діна («Севастопольський вальс» К. Лістова)
- Анжель, Фосген («Граф Люксембург» Ф. Легара).

## Відзнаки
- 1966 — Заслужена артистка УРСР
- 1994 — Народна артистка України
- 2005 — орден Княгині Ольги III ступеня
- 2005 — Почесна грамота Верховної Ради України
- 2012 — «Профспілкова відзнака» Федерації профспілок України